# 비샤칸야
비샤칸야(산스크리트어: विषकन्या)는 고대 인도에서 종종 강력한 적에 대항하여 암살자로 사용된 것으로 알려진 젊은 여성이었다. 그녀들의 혈액과 체액은 최초의 마우리아 황제 찬드라굽타(기원전 340-293년경)의 고문이자 총리였던 차나키야가 쓴 국정 운영에 관한 고대 인도 논문인 아르타샤스트라에서 언급한 것처럼 다른 인간에게 치명적인 것으로 알려져 있다.

## 문학
스칸다 푸라나에서 태양이 별자리 치트라 또는 달이 음력 14일에 있을 때 태어난 소녀는 비샤칸야가 될 운명이라고 한다. 그런 여자는 결혼한 지 6개월 만에 남편을 죽게 하고, 사는 집을 빈털터리로 만들고, 가족을 불행하게 만든다고 한다.
그러나 시간이 지나면서 비샤칸야는 민속으로 전해져 많은 작가들이 탐구한 원형이 되었고, 그 결과 수카사프타티와 같은 고전 산스크리트어 문헌들을 포함하여 많은 작품에 등장하는 인기 있는 문학적 캐릭터가 되었다.

## 역사
비샤칸야는 왕이 적을 독살하기 위해 사용하는 일종의 암살자로 산스크리트 문학에 등장하는 문학적 인물이다. 이야기에 따르면 어린 소녀들이 아주 어린 나이부터 세심하게 만들어진 독과 해독제를 먹으며 자랐으며, 이러한 관행을 오늘날에는 미트리다티즘이라고 불린다. 그렇게 하면 많은 사람들이 살아남지 못하겠지만 살아남은 사람들은 다른 독에 면역이 있었고 그녀들의 체액은 다른 사람들에게 치명적일 것이며, 그녀들과의 성적 접촉 역시 다른 인간에게 치명적일 것이다. 비샤칸야는 건드리기만 해도 즉사할 수 있다는 신화도 존재한다.
카우쉬크 로이에 따르면 비샤칸야들은 목표물을 유혹하고 독이 든 알코올을 제공하여 목표물을 독살했을 것이다.
일부 산스크리트어 자료들은 난다의 장관 아마트야라크샤사가 찬드라굽타 마우리아를 암살하기 위해 비샤칸야를 보냈고 차나키야는 파르바타크를 죽이기 위해 그녀들이 찬드라굽타 대신 파르바타크를 죽이도록 유도시켰다고 설명한다.
인도사 자료에 따르면 난다 제국의 창시자 마하파드마 난다가 시슈나가 왕조의 마지막 통치자인 칼라쇼카를 죽이기 위해 비사칸야를 사용했다고 한다.

## 같이 보기
- 팜 파탈
- 나가
- 포이즌 아이비 (DC 코믹스)

## 추가 자료
- The Vish-Kanya or Poison Damsel of Ancient India, Illustrated by the story of Susan Ramashgar. Folklore Society, Britain, 1927.
- Poison-damsels: Folklore of the world, by Norman Mosley Penzer, Somadeva Bhatt. Ayer Publishing, 1980. ISBN 0-405-13336-7ISBN 0-405-13336-7. Excerpts
- Vishkanya: True stories of famous women spies of the world in story form. by Yashvant Mehta. Publisher: Gurjar, 1996.
- Vishkanya, by Esa Mehta. Rajasthani Granthagar, 2007.